# 69e cérémonie des Primetime Emmy Awards
La 69e cérémonie des Primetime Emmy Awards (ou « Emmys »), organisée par l'Academy of Television Arts and Sciences, s'est tenue le 17 septembre 2017 au Microsoft Theatre de Los Angeles et a récompensé les meilleurs programmes télévisés diffusés en primetime au cours de la saison 2016-2017 (du 1er juin 2016 au 31 mai 2017) sur les réseaux publics et câblés américains. Elle était diffusée sur CBS et présentée par Stephen Colbert.
La cérémonie récompensant les techniciens de la télévision, les Creative Arts Primetime Emmy Awards, a eu lieu les 9 et 10 septembre 2017.

## Présentateurs et intervenants

### Présentateurs
- Stephen Colbert, maître de la cérémonie.

### Intervenants
- Jermaine Fowler déclare l'ouverture de la cérémonie
- Laura Dern, Nicole Kidman, Zoë Kravitz, Reese Witherspoon et Shailene Woodley remettent l'Emmy Award du meilleur acteur dans un second rôle dans une série dramatique
- Shemar Moore et Gina Rodriguez remettent l'Emmy Award de la meilleure actrice dans un second rôle dans une série comique
- Riz Ahmed et Issa Rae remettent l'Emmy Award de la meilleure actrice dans un second rôle dans une mini-série ou un téléfilm
- Dave Chappelle et Melissa McCarthy remettent l'Emmy Award de la meilleure réalisation pour une série comique
- Anna Faris et Allison Janney remettent l'Emmy Award de la meilleure émission de divertissement à sketches
- LL Cool J et Gabrielle Union remettent l'Emmy Award du meilleur scénario pour une série dramatique
- James Corden et Seth Meyers remettent l'Emmy Award du meilleur acteur dans un second rôle dans une série comique
- Alexis Bledel et Gerald McRaney remettent l'Emmy Award de la meilleure réalisation pour une mini-série ou un téléfilm
- Jane Fonda, Dolly Parton et Lily Tomlin remettent l'Emmy Award du meilleur acteur dans un second rôle dans une mini-série ou un téléfilm
- Kaitlin Olson et Tracee Ellis Ross remettent l'Emmy Award du meilleur scénario pour une émission de divertissement
- Sonequa Martin-Green et Jeremy Piven remettent l'Emmy Award de la meilleure actrice dans un second rôle dans une série dramatique
- Hayma Washington introduit une présentation de la diversité et de l'inclusion dans la télévision
- Iain Armitage et Jim Parsons remettent l'Emmy Award du meilleur scénario pour une série comique
- Lea Michele et Kumail Nanjiani remettent l'Emmy Award de la meilleure émission de télé-réalité
- Mark Feuerstein et Rashida Jones remettent l'Emmy Award de la meilleure réalisation pour une série dramatique
- Seth MacFarlane et Emmy Rossum remettent l'Emmy Award du meilleur scénario pour une mini-série ou un téléfilm
- Viola Davis présente le segment In Memoriam
- Craig Robinson et Adam Scott remettent l'Emmy Award de la meilleure réalisation pour une émission de divertissement
- Anthony Anderson et Priyanka Chopra remettent l'Emmy Award de la meilleure émission de divertissement
- Alec Baldwin et Edie Falco remettent l'Emmy Award du meilleur acteur dans une série comique
- Chris Hardwick et Debra Messing remettent l'Emmy Award de la meilleure actrice dans une série comique
- Carol Burnett et Norman Lear remettent l'Emmy Award de la meilleure série comique
- Jessica Biel et Joseph Fiennes remettent l'Emmy Award du meilleur acteur dans une mini-série ou un téléfilm
- Jason Bateman et Sarah Paulson remettent l'Emmy Award de la meilleure actrice dans une mini-série ou un téléfilm
- Matt Bomer et BD Wong remettent l'Emmy Award du meilleur téléfilm
- Anika Noni Rose et Cicely Tyson remettent l'Emmy Award de la meilleure mini-série
- Dennis Quaid et Kyra Sedgwick remettent l'Emmy Award du meilleur acteur dans une série dramatique
- Tatiana Maslany et Jeffrey Dean Morgan remettent l'Emmy Award de la meilleure actrice dans une série dramatique
- Oprah Winfrey remet l'Emmy Award de la meilleure série dramatique

## Palmarès

### Séries dramatiques

#### Meilleure série dramatique
- The Handmaid's Tale : La Servante écarlate (Hulu)
  - Better Call Saul (AMC)
  - The Crown (Netflix)
  - House of Cards (Netflix)
  - Stranger Things (Netflix)
  - This Is Us (NBC)
  - Westworld (HBO)

#### Meilleur acteur
- Sterling K. Brown pour le rôle de Randall Pearson dans This Is Us
  - Anthony Hopkins pour le rôle de Robert Ford dans Westworld
  - Bob Odenkirk pour le rôle de Jimmy McGill dans Better Call Saul
  - Matthew Rhys pour le rôle de Philip Jennings dans The Americans
  - Liev Schreiber pour le rôle de Ray Donovan dans Ray Donovan
  - Kevin Spacey pour le rôle du Président Frank Underwood dans House of Cards
  - Milo Ventimiglia pour le rôle de Jack Pearson dans This Is Us

#### Meilleure actrice
- Elisabeth Moss pour le rôle de June Osborne-Offred dans The Handmaid's Tale : La Servante écarlate
  - Viola Davis pour le rôle d'Annalise Keating dans Murder
  - Claire Foy pour le rôle d'Élisabeth II dans The Crown
  - Keri Russell pour le rôle d'Elizabeth Jennings pour The Americans
  - Evan Rachel Wood pour le rôle de Dolores Abernathy dans Westworld
  - Robin Wright pour le rôle de Claire Underwood dans House of Cards

#### Meilleur acteur dans un second rôle
- John Lithgow pour le rôle de Winston Churchill dans The Crown
  - Jonathan Banks pour le rôle de Mike Ehrmantraut dans Better Call Saul
  - David Harbour pour le rôle de Jim Hopper dans Stranger Things
  - Ron Cephas Jones pour le rôle de William H. Hill dans This Is Us
  - Mandy Patinkin pour le rôle de Saul Berenson dans Homeland
  - Jeffrey Wright pour le rôle de Bernard Lowe dans Westworld

#### Meilleure actrice dans un second rôle
- Ann Dowd pour le rôle de Tante Lydia dans The Handmaid's Tale : La Servante écarlate
  - Uzo Aduba pour le rôle de Suzanne Warren dans Orange Is the New Black
  - Millie Bobby Brown pour le rôle d'Eleven dans Stranger Things
  - Chrissy Metz pour le rôle de Kate Pearson dans This Is Us
  - Thandie Newton pour le rôle de Maeve Millay dans Westworld
  - Samira Wiley pour le rôle de Moira dans The Handmaid's Tale : La Servante écarlate

#### Meilleure réalisation
- Reed Morano pour l'épisode Offred dans The Handmaid's Tale : La Servante écarlate
  - Vince Gilligan pour l'épisode Témoignage dans Better Call Saul
  - Stephen Daldry pour l'épisode Hyde Park Corner dans The Crown
  - Kate Dennis pour l'épisode The Bridge dans The Handmaid's Tale : La Servante écarlate
  - Lesli Linka Glatter pour l'épisode America First dans Homeland
  - Matt et Ross Duffer pour l'épisode Chapitre Un : La Disparition de Will Byers dans Stranger Things
  - Jonathan Nolan pour l'épisode L'Esprit bicaméral dans Westworld

#### Meilleur scénario
- Bruce Miller pour l'épisode Offred dans The Handmaid's Tale : La Servante écarlate
  - Joel Fields et Joe Weisberg pour l'épisode The Soviet Division dans The Americans
  - Gordon Smith pour l'épisode Manigances dans Better Call Saul
  - Peter Morgan pour l'épisode Assassins dans The Crown
  - Matt et Ross Duffer pour l'épisode Chapitre Un : La Disparition de Will Byers dans Stranger Things
  - Lisa Joy et Jonathan Nolan pour l'épisode L'Esprit bicaméral dans Westworld

### Séries comiques

#### Meilleure série comique
- Veep (HBO)
  - Atlanta (FX)
  - Black-ish (ABC)
  - Master of None (Netflix)
  - Modern Family (ABC)
  - Silicon Valley (HBO)
  - Unbreakable Kimmy Schmidt (Netflix)

#### Meilleur acteur
- Donald Glover pour le rôle d'Earnest Marks dans Atlanta
  - Anthony Anderson pour le rôle d'André Johnson, Sr. dans Black-ish
  - Aziz Ansari pour le rôle Dev Shah dans Master of None
  - Zach Galifianakis pour les rôles de Chip et Dale Baskets dans Baskets
  - William H. Macy pour le rôle de Frank Gallagher dans Shameless
  - Jeffrey Tambor pour Maura Pfefferman dans Transparent

#### Meilleure actrice
- Julia Louis-Dreyfus pour le rôle de Selina Meyer dans Veep
  - Pamela Adlon pour le rôle de Sam Fox dans Better Things
  - Jane Fonda pour le rôle de Grace Hanson dans Grace et Frankie
  - Allison Janney pour le rôle de Bonnie Plunkett dans Mom
  - Ellie Kemper pour le rôle de Kimmy Schmidt dans Unbreakable Kimmy Schmidt
  - Tracee Ellis Ross pour le rôle de Dr Rainbow Johnson dans Black-ish
  - Lily Tomlin pour le rôle de Frankie Bergstein dans Grace et Frankie

#### Meilleur acteur dans un second rôle
- Alec Baldwin pour le rôle de Donald Trump dans Saturday Night Live
  - Louie Anderson pour le rôle de Christine Baskets dans Baskets
  - Tituss Burgess pour le rôle de Titus Andromedon dans Unbreakable Kimmy Schmidt
  - Ty Burrell pour le rôle de Phil Dunphy dans Modern Family
  - Tony Hale pour le rôle de Gary Walsh dans Veep
  - Matt Walsh pour le rôle de Mike McLintock dans Veep

#### Meilleure actrice dans un second rôle
- Kate McKinnon pour plusieurs personnages dans Saturday Night Live
  - Vanessa Bayer pour plusieurs personnages dans Saturday Night Live
  - Anna Chlumsky pour le rôle d'Amy Brookheimer dans Veep
  - Kathryn Hahn pour le rôle de Raquel Fein dans Transparent
  - Leslie Jones pour plusieurs personnages dans Saturday Night Live
  - Judith Light pour le rôle de Shelly Pfefferman dans Transparent

#### Meilleure réalisation
- Donald Glover pour l'épisode B.A.N. dans Atlanta
  - Jamie Babbit pour l'épisode Intellectual Property dans Silicon Valley
  - Mike Judge pour l'épisode Server Error dans Silicon Valley
  - Morgan Sackett pour l'épisode Blurb dans Veep
  - David Mandel pour l'épisode Groundbreaking dans Veep
  - Dale Stern pour l'épisode Justice dans Veep

#### Meilleur scénario
- Aziz Ansari et Lena Waithe pour l'épisode Thankgiving dans Master of None
  - Donald Glover pour l'épisode B.A.N. dans Atlanta
  - Stephen Glover pour l'épisode Streets on Lock dans Atlanta
  - Alec Berg pour l'épisode Success Failure dans Silicon Valley
  - Billy Kimball pour l'épisode Georgia dans Veep
  - David Mandel pour l'épisode Groundbreaking dans Veep

### Mini-séries et téléfilms

#### Meilleure série limitée
- Big Little Lies (HBO)
  - Fargo (FX)
  - Feud (FX)
  - Genius (Nat Geo)
  - The Night Of (HBO)

#### Meilleur téléfilm
- Black Mirror (Netflix)
  - Dolly Parton's Christmas of Many Colors: Circle of Love (NBC)
  - The Immortal Life of Henrietta Lacks (HBO)
  - Sherlock : Le Détective affabulant (PBS)
  - The Wizard of Lies (HBO)

#### Meilleur acteur
- Riz Ahmed pour le rôle de Nasir Khan dans The Night Of
  - Benedict Cumberbatch pour le rôle de Sherlock Holmes dans Le Détective affabulant
  - Robert De Niro pour le rôle de Bernard Madoff dans The Wizard of Lies
  - Ewan McGregor pour le rôle de Ray et Emmit Stussy dans Fargo
  - Geoffrey Rush pour le rôle d'Albert Einstein dans Genius
  - John Turturro pour le rôle de John Stone dans The Night Of

#### Meilleure actrice
- Nicole Kidman pour le rôle de Celeste Wright dans Big Little Lies
  - Carrie Coon pour le rôle de Gloria Burgle dans Fargo
  - Felicity Huffman pour le rôle de Jeanette Hesby dans American Crime
  - Jessica Lange pour le rôle de Joan Crawford dans Feud
  - Susan Sarandon pour le rôle de Bette Davis dans Feud
  - Reese Witherspoon pour le rôle de Madeline Martha Mackenzie dans Big Little Lies

#### Meilleur acteur dans un second rôle
- Alexander Skarsgård pour le rôle de Perry Wright dans Big Little Lies
  - Bill Camp pour le rôle de Dennis Box dans The Night Of
  - Alfred Molina pour le rôle de Robert Aldrich dans Feud
  - David Thewlis pour le rôle de V.M. Varga dans Fargo
  - Michael K. Williams pour le rôle de Freddy Knight dans The Night Of

#### Meilleure actrice dans un second rôle
- Laura Dern pour le rôle de Renata Klein dans Big Little Lies
  - Judy Davis pour le rôle de Hedda Hopper dans Feud
  - Jackie Hoffman pour le rôle de Mamacita dans Feud
  - Regina King pour le rôle de Kimara Walters dans American Crime
  - Michelle Pfeiffer pour le rôle de Ruth Madoff pour The Wizard of Lies
  - Shailene Woodley pour le rôle de Jane Chapman pour Big Little Lies

#### Meilleure réalisation
- Jean-Marc Vallée pour Big Little Lies
  - Noah Hawley pour l'épisode The Law of Vacant Places dans Fargo
  - Ryan Murphy pour l'épisode And the Winner Is... (The Oscars of 1963) pour Feud
  - Ron Howard pour l'épisode Einstein: Chapter One dans Genius
  - James Marsh pour l'épisode The Art of War dans The Night Of
  - Steven Zaillian pour l'épisode The Beach de The Night Of

#### Meilleur scénario
- Charlie Brooker pour l'épisode San Junipero dans Black Mirror
  - David Edward Kelley pour Big Little Lies
  - Noah Hawley pour l'épisode The Law of Vacant Places dans Fargo
  - Ryan Murphy pour l'épisode And the Winner Is... (The Oscars of 1963) dans Feud
  - Jaffe Cohen, Michael Zam et Ryan Murphy pour l'épisode Pilot dans Feud
  - Richard Price et Steven Zaillian pour l'épisode The Call of Wild dans The Night Of

### Émissions de divertissement et téléréalité

#### Meilleure émission de divertissement
- Last Week Tonight with John Oliver (HBO)
  - Full Frontal with Samantha Bee (en) (TBS)
  - Jimmy Kimmel Live! (ABC)
  - The Late Show with Stephen Colbert (CBS)
  - The Late Late Show with James Corden (CBS)
  - Real Time with Bill Maher (HBO)

#### Meilleur scénario pour une émission de divertissement
- Last Week Tonight with John Oliver (HBO)
  - Full Frontal with Samantha Bee (TBS)
  - Late Night with Seth Meyers (NBC)
  - The Late Show with Stephen Colbert (CBS)
  - Saturday Night Live (NBC)

#### Meilleure émission de télé-réalité
- The Voice (NBC)
  - The Amazing Race (CBS)
  - American Ninja Warrior (NBC)
  - Projet haute couture (Lifetime)
  - RuPaul's Drag Race (VH1)
  - Top Chef (Bravo)

#### Meilleure émission de divertissement à sketches
- Saturday Night Live (NBC)
  - Billy on the Street (truTV)
  - Documentary Now! (IFC)
  - Drunk History (Comedy Central)
  - Portlandia (IFC)
  - The Tracey Ullman Show (HBO)

## Statistiques

### Récompenses multiples
5 / 7 : The Handmaid's Tale : La Servante écarlate
5 / 8 : Big Little Lies
4 / 7 : Saturday Night Live
2 / 2 : Black Mirror
2 / 3 : Last Week Tonight with John Oliver
2 / 5 : Atlanta
2 / 10 : Veep

### Nominations multiples
10 : Feud et Veep
8 : Big Little Lies et The Night Of
7 : The Handmaid's Tale : La Servante écarlate et Westworld
6 : Fargo
5 : Atlanta, Better Call Saul, The Crown, Saturday Night Live, Stranger Things et This Is Us
4 : House of Cards et Silicon Valley
3 : The Americans, Black-ish, Genius, Master of None, Transparent, Unbreakable Kimmy Schmidt et The Wizard of Lies